# Ned Hollister
Ned Hollister (* 26. November 1876 in Delavan, Wisconsin; † 3. November 1924) war ein US-amerikanischer Zoologe. Von 1916 bis 1924 war er Superintendent des Smithsonian National Zoological Park.

## Leben und Wirken
Ned Hollister wurde am 26. November 1876 in Delavan (Wisconsin) geboren. Er war der jüngste von vier Kindern und hatte zwei Brüder und eine Schwester. Sein Vater war Geschäftsmann und führte ein Gemischtwarengeschäft. Hollister besuchte die öffentlichen Schulen in Delavan. Seinen High-School-Abschluss machte er nicht, weil er an den Tagen der Prüfung an einer Exkursion teilnahm. So besuchte er auch kein College.
Nach seiner Schulbildung traf er Ludwig Kumlien (1853–1902), der Professor am Milton College war. Mit ihm zusammen arbeitete er an The Birds of Wisconsin, das 1903 erschien. In dem Werk heißt es, dass es 35 Jahre der Forschung von Kumlien und 15 Jahre Forschung von Hollister enthalte. Dies würde aber bedeuten, dass Hollister seine Forschungen im Alter von 12 Jahren begann. Ein Hinweis, darauf, dass dies wahr sein könnte, ist, dass Hollister 1882 im Alter von 16 Jahren drei Publikationen, eine in The Oologist und zwei in The Taxidermist, veröffentlichte.
Im Jahr 1901 unternahm Hollister eine Reise an die Smithsonian Institution, um das Nationalmuseum zu besuchen. Dort traf er Vernon Orlando Bailey (1864–1942), für den er ein Jahr lang arbeitete. 1902 kehrte er nach Delavan zurück und konnte Kumliens Sammlung von 1500 präparierten Tieren kaufen. Wilfred Hudson Osgood stellte Hollister 1903 für eine Expedition nach Alaska ein. Auf San Juan Island entdeckten die beiden eine Unterart der Hirschmaus (Peromyscus maniculatus hollisteri), die Osgood nach Hollister benannte. Danach kehrte er nach Delavan zurück und arbeitete im Gemischtwarengeschäft seines Vaters. Dennoch vergrößerte er stets seine Sammlung von Tieren, die im Jahr 1909 bereits 3.625 Säugetiere und 1.509 Vögel umfasste.
Am 15. April 1908 heiratete Hollister Mabel Pfrimmer, und beide zogen nach Washington, wo er 1909 eine Stelle als Stellvertretender Kurator für Säugetiere am United States National Museum annahm. 1911 unternahm er eine Expedition zum Jasper-Nationalpark und Mount Robson und ein Jahr später 1912 besuchte er das Altai-Gebirge in Sibirien.
Im Jahr 1916 wurde Hollister Superintendent des Smithsonian National Zoological Park, eine Stelle, die er bis zu seinem Tod behielt. Er forschte dennoch weiter und arbeitet vor allem an den drei Bänden von East African Mammals in the United States National Museum, die 1918, 1919 und 1923 erschienen.
In seinem Leben sammelte Hollister im Ganzen 26 Typusexemplare von bis dato unbekannten Säugetierarten und konnte 162 neue Arten erstbeschreiben.
Hollister war Mitherausgeber des Journal of the Washington Academy of Sciences. 1921 wurde er Präsident der Biological Society of Washington. Er war Gründungsmitglied der American Society of Mammalogists.
Ned Hollister starb am 3. November 1924 im Alter von 47 Jahren. Er hinterließ keine Kinder.

## Werke (Auswahl)
Die bedeutendsten Werke von Hollister sind:
- The Birds of Wisconsin (1903)
- A Systematic Synopsis of Muskrats (1911)
- Mammals of the Philippine Islands (1912)
- Mammals of Alpine Club Expedition to Mount Robson (1913)
- Philippine Land Mammals in the U.S. National Museum (1913)
- Mammals Collected by the Smithsonian-Harvard Expedition to the Altai Mountains (1913)
- A Systematic Account of the Grasshopper Mice (1914)
- A Systematic Account of the Prairie-dogs
- East African Mammals in the United States National Museum (1918, 1919, 1923)